# Kampania filadelfijska
Kampania filadelfijska (1777–1778) – brytyjska próba zdobycia kontroli nad Filadelfią, będącą siedzibą II Kongresu Kontynentalnego, podczas amerykańskiej wojny o niepodległość. Po nieskutecznej próbie wywabienia Armii Kontynentalnej Jerzego Waszyngtona do New Jersey, brytyjski generał William Howe załadował swoje wojska na okręty transportowe i wylądował na północnym krańcu Zatoki Chesapeake. Stamtąd ruszył na Filadelfię. Waszyngton starał się przygotować pozycje obronne w okolicy Brandywine Creek, ale 11 września 1777 roku został zaatakowany z flanki i pokonany nad Brandywine. Po kolejnych starciach i manewrach Howe zdołał wkroczyć do Filadelfii i zająć miasto. Waszyngton dokonał nieskutecznego ataku pod Germantown, a następnie wycofał swoje siły do Valley Forge na zimę.
Kampania Howe’a zyskała miano kontrowersyjnej – choć zdobył stolicę ówczesnych zbuntowanych kolonii, działał powoli i nie wsparł rozwijającej się równolegle kampanii Johna Burgoyne’a, która zakończyła się klęską pod Saratogą i w konsekwencji dołączeniem Francji do wojny. Howe złożył rezygnację ze stanowiska podczas przebywania w Filadelfii i został zastąpiony swoim podwładnym Henrym Clintonem. Clinton wycofał wojska z Filadelfii do Nowego Jorku, spodziewając się francusko-amerykańskiego ataku z morza. Waszyngton „dręczył” wycofujące się wojska na drodze z New Jersey, doprowadzając do rozstrzygającej bitwy pod Monmouth.
Pod koniec kampanii obie strony znalazły się w pozycjach z grubsza identycznych jak na początku.

## Tło
Po nieudanej próbie zdobycia Nowego Jorku przez Howe’a oraz zwycięskich bitwach Waszyngtona pod Trenton i Princeton, między oboma armiami zapanował zimowy pat, przerywany okazjonalnymi starciami. Brytyjskie siły nadal okupowały placówki w New Brunswick i Perth Amboy.

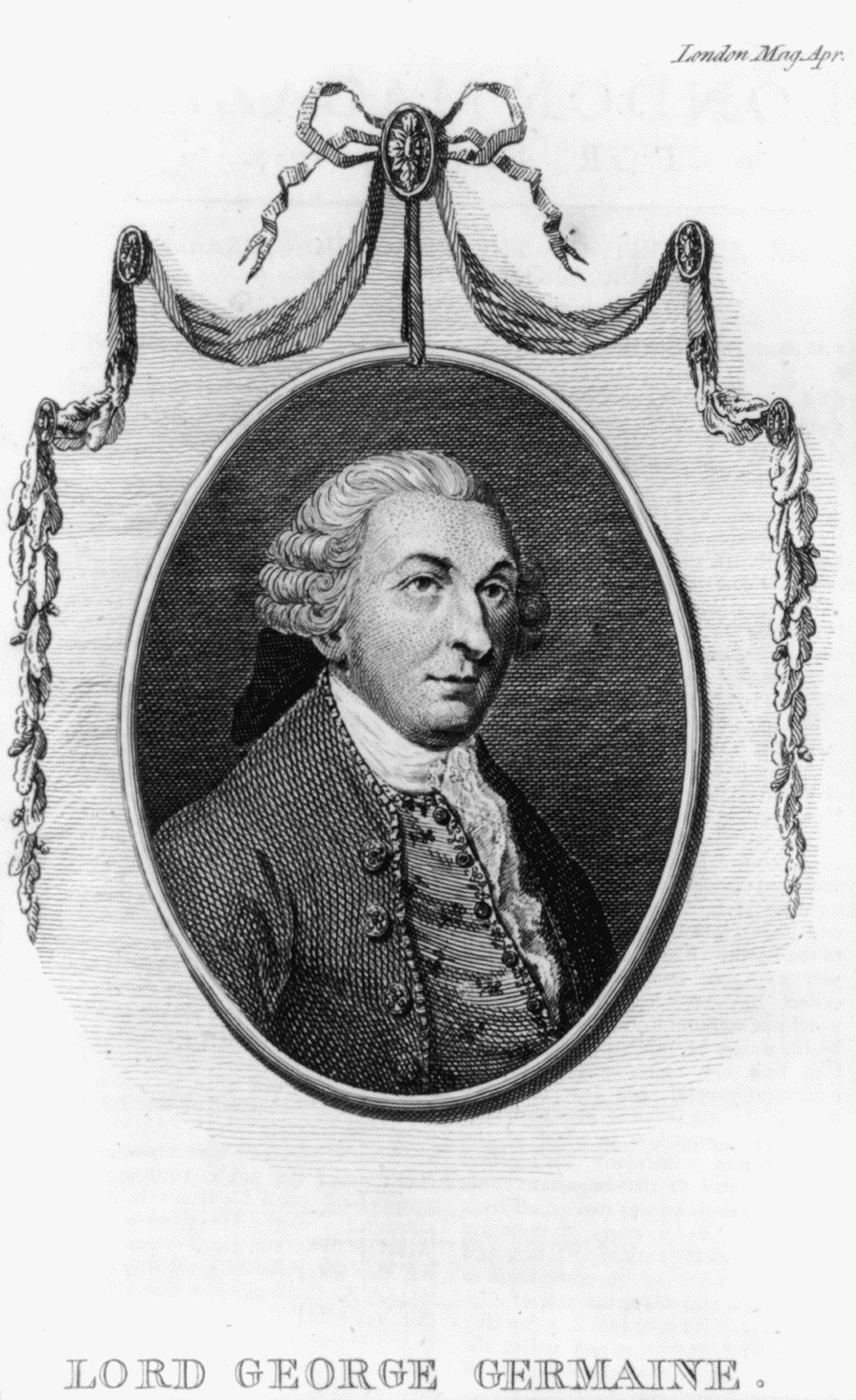
George Germain

Howe przedstawił sekretarzowi ds. kolonii oraz rządowemu przedstawicielowi odpowiedzialnemu za prowadzenie wojny George’owi Germainowi plan ekspedycji na Filadelfię, siedzibę buntowniczego II Kongresu Kontynentalnego. Germain zaakceptował plan, jednak przydzielił doń mniej żołnierzy, niż Howe prosił. Równocześnie zaakceptował plan Johna Burgoyne’a odnośnie do ekspedycji na Albany z Montrealu. Powyższa decyzja brała pod uwagę założenie, iż Howe będzie w stanie wesprzeć Burgoyne’a – w Albany miało dość do spotkania ich wojsk.
Na początku kwietnia 1777 roku Howe zdecydował, że nie poprowadzi swojej armii drogą lądową do Filadelfii przez New Jersey, jako że wymagałoby to przekroczenia szerokiego Delaware'u w trudnych warunkach oraz odpowiednich do tego środków transportowych. Plan Howe’a (przesłany Germainowi 2 kwietnia) odcinał Burgoyne’a od jakiegokolwiek wsparcia – Howe zabierał swoje wojska do Filadelfii morzem, a pozostały w Nowym Jorku garnizon był zbyt mały, by przedsiębrać jakiekolwiek operacje ofensywne w dorzeczu Hudsonu.

## Rozwijające się plany Howe’a

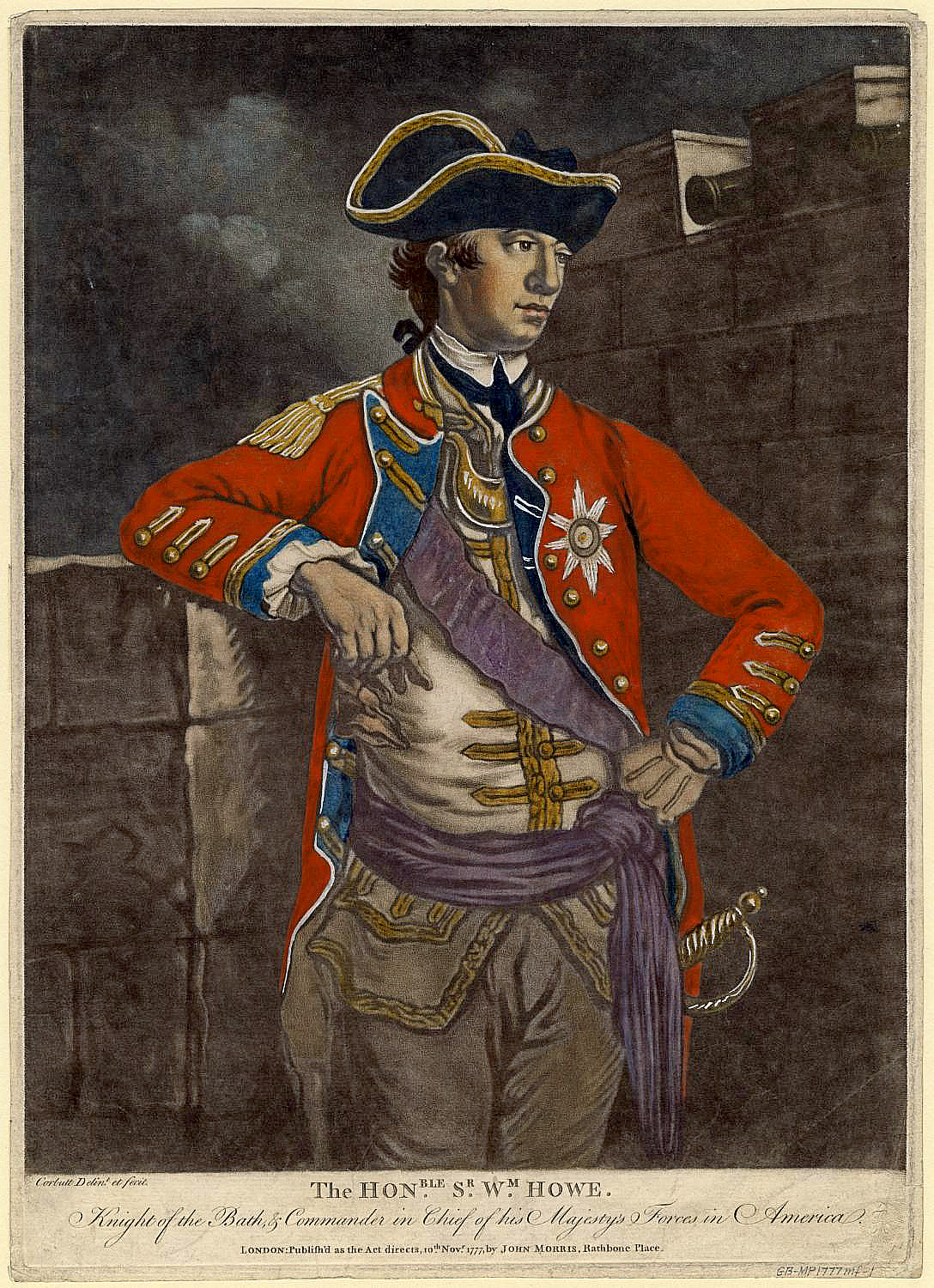
Generał William Howe

Waszyngtona rozumiał, iż Howe „powinien, dla wspólnego interesu, współpracować z gen. Burgoynem” – fakt, iż tego nie czynił był dla niego zagadką. Również historycy starają się dociec, czemu Howe nie ruszył z pomocą armii inwazyjnej Burgoyne’a, która w październiku 1777 roku została zmuszona do poddania się „patriotom”. Wielu zgadza się w twierdzeniu, iż winę za słabą koordynację działań ponosi Germain. 20 grudnia 1776 roku, po zdobyciu Nowego Jorku i ucieczce Waszyngtona przez Delaware, Howe napisał do Germaina list, w którym zawarł plan szeroko zakrojonej kampanii na rok 1777. Wśród przewidzianych operacji znalazł się plan uzyskania kontroli nad dorzeczem Hudsonu, rozwinięcie natarcia z Newport oraz zdobycie stolicy rebeliantów w Filadelfii. Tę ostatnią propozycję Howe uważał za bardzo atrakcyjną, jako że siły Waszyngtona znajdowały się niedaleko na północ od miasta; Howe był „przekonania, iż główna armia powinna działać ofensywnie [przeciw Filadelfii], gdzie znajdują się główne siły wroga”. Germain przyznał, iż plan był szczególnie „dobrze strawny”, jednakże wymagał większej ilości ludzi, niż Germain był w stanie przygotować. W połowie stycznia 1777 roku po problemach w New Jersey Howe zaproponował podjęcie działań przeciw Filadelfii – polegałyby one na ataku lądowym i inwazji od morza, co miało przynieść zdecydowane zwycięstwo nad Armią Kontynentalną. Plan ten został wdrożony w życie do tego stopnia, iż w kwietniu armia Howe’a rozpoczęła budowę mostu pontonowego; Waszyngton, którego siły w tym czasie znajdowały się na leżach zimowych w Morristown, sądził, iż zostanie on użyty do przeprawy przez Delaware. W połowie maja Howe porzucił ideę ataku lądem.
Decyzja o niepodążeniu z pomocą Burgoyne’owi mogła wynikać z faktu, iż Howe spodziewał się, że to ten drugi zyska sławę za udaną kampanię, nawet w przypadku udzielenia wsparcia; nie przyniosłoby to Howe’owi chwały, w przeciwieństwie do udanej ekspedycji na Filadelfię. Historyk John Alden komentuje sytuację następującymi słowami: „Prawdopodobnym jest, że [Howe] był równie zazdrosny o Burgoyne’a, jak Burgoyne o Howe’a i nie uczyniłby niczego, co mogłoby przyspieszyć awans tego młodszego rangą oficera”. Podobne zdanie ma Don Higginbotham: „[Kampania w dorzeczu Hudsonu]” była w całości przedsięwzięciem Burgoyne’a i w konsekwencji [Howe] chciał mieć z nią niewiele wspólnego. Jeśli chodzi o armię Burgoyne’a starał się wykonać tylko to, czego od niego wymagano (czyli właściwie nic)”.

Zamierzam podążać ku Pensylwanii, gdzie spodziewam się spotkać Waszyngtona, lecz jeśli przeciwnie do moich przewidywań ruszyłby na północ, a pan go zatrzyma, proszę się spodziewać, iż prędko pojawię się by pana zastąpić

## Zdobycie Filadelfii

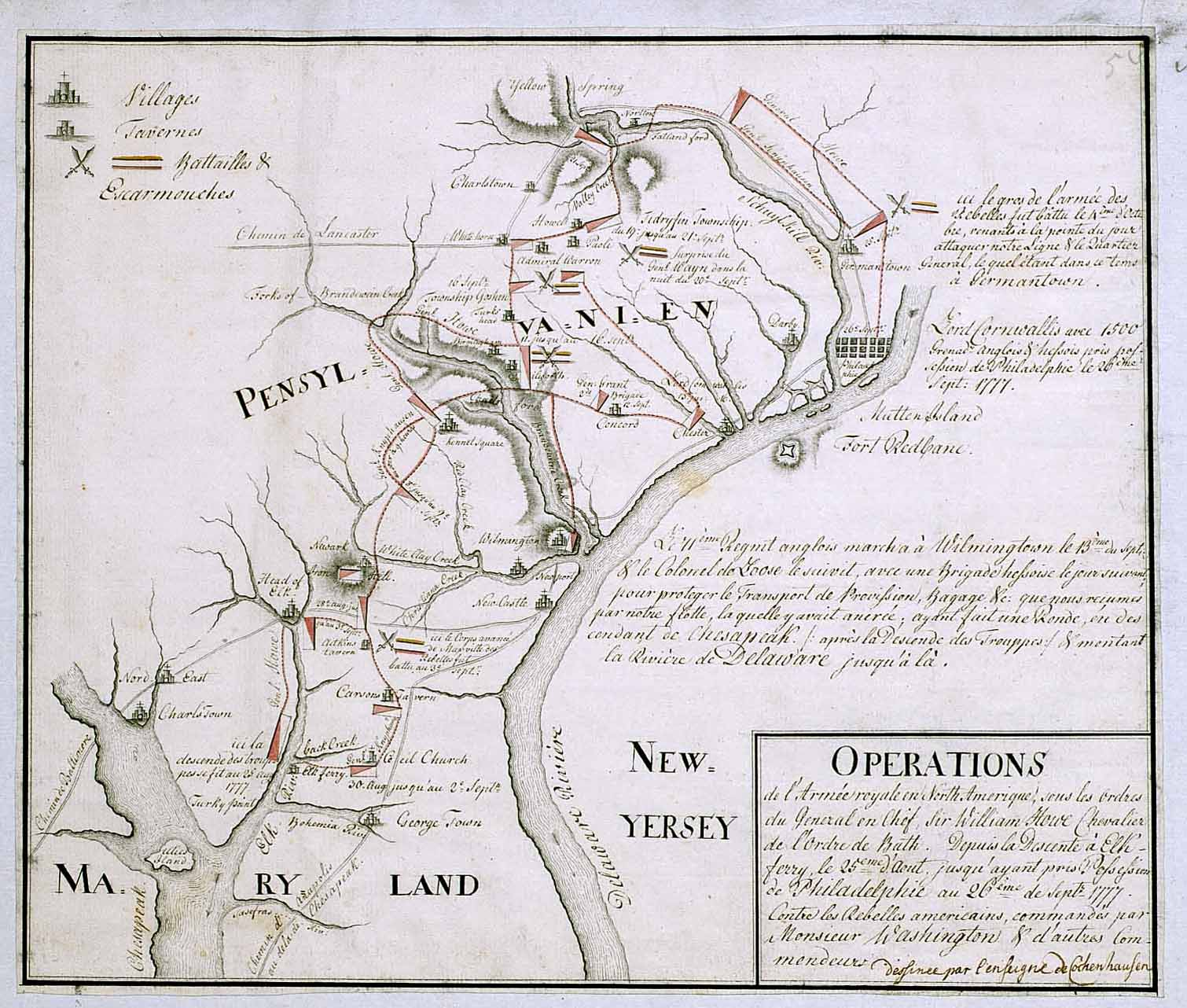
Heska mapa kampanii trwającej od 25 sierpnia do 26 września 1777 r.

25 sierpnia Howe wylądował z 13 tysiącami żołnierzy w Head of Elk, na północnym końcu Zatoki Chesapeake, około 90 km na południowy zachód od Filadelfii. Waszyngton rozmieścił 11 tysięcy między armią brytyjską a Filadelfią, lecz 11 września został oflankowany i odepchnięty wstecz podczas bitwy nad Brandywine; utracił przy tym ponad tysiąc żołnierzy, podczas gdy straty brytyjskie wyniosły ok. 500.
Kongres Kontynentalny ponownie opuścił miasto i przeniósł się do Lancasteru, a następnie do Yorku. Przez następne kilka dni obie strony krążyły wokół siebie na zachód od miasta, ścierając się okazjonalnie w małych potyczkach jak bitwa w chmurach lub tak zwana „masakra w Paoli”. 26 września Howe zdołał obejść Waszyngtona i wkroczył do Filadelfii bez oporu. Zajęcie stolicy rebeliantów nie przyniosło jednak końca wojnie, jak przewidywali Brytyjczycy.

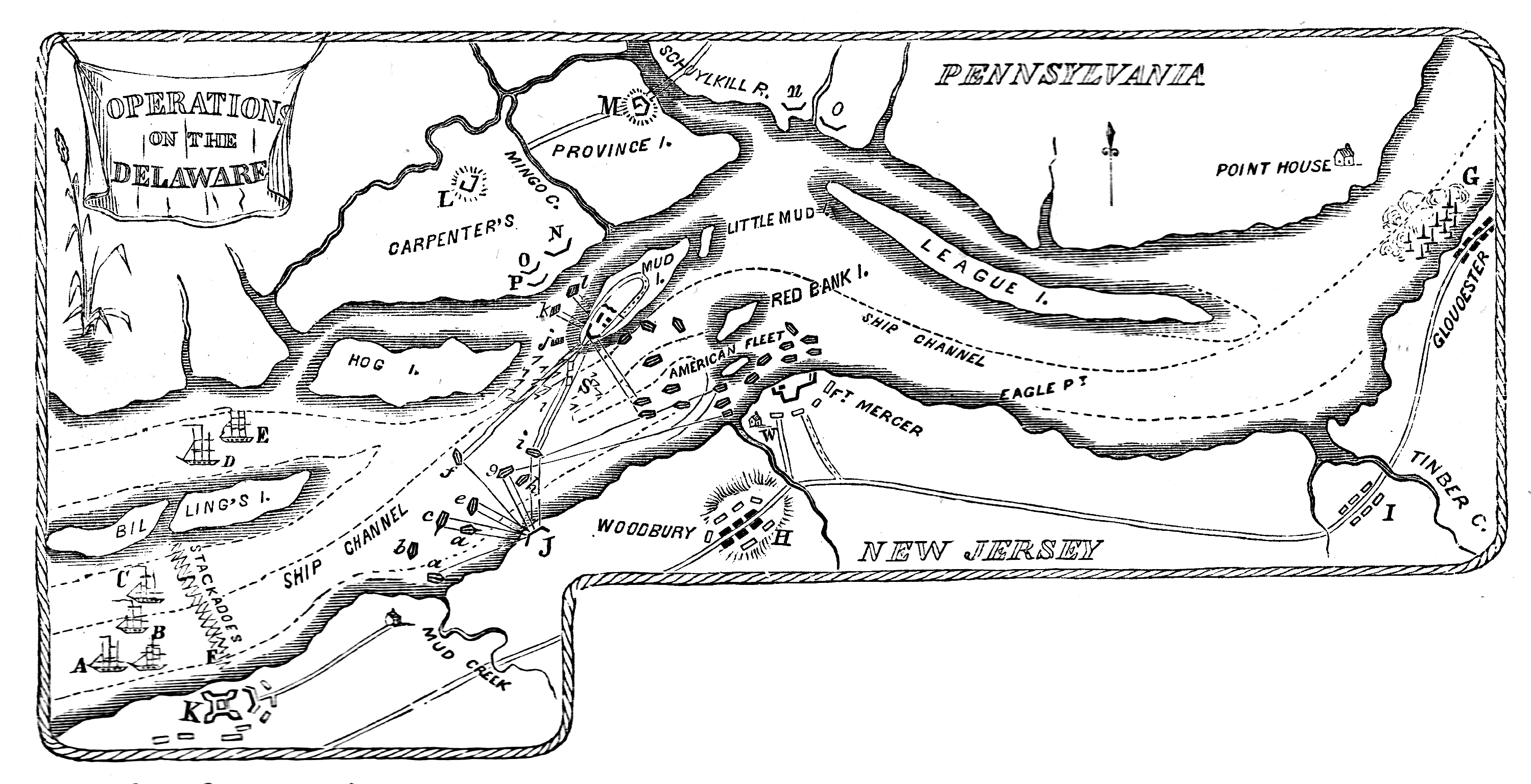
Operacje na rzece Delaware, październik-listopad 1777

Po zajęciu miasta rojaliści osadzili liczący 9 tysięcy ludzi garnizon w Germantown, ok. 8 km na północ od Filadelfii. 4 października Waszyngton nieskutecznie zaatakował miasto, skąd wycofał się oczekując brytyjskiego kontruderzenia. W międzyczasie Howe zabezpieczył swoją pozycję nad Delawarem, zajmując Fort Mifflin i Fort Mercer (drugi został de facto zdobyty dopiero po brytyjskiej porażce nad Red Bank). Na początku grudnia Waszyngton zdołał odeprzeć wysyłane po kolei oddziały zwiadowcze pod White Marsh.
Brytyjczycy nie byli jedynym problemem Waszyngtona w owym momencie. Niektórzy politycy i oficerowie byli niezadowoleni z jego poczynań – zawiązała się tak zwana „Koteria Conwaya”, której planem było usunięcie go ze stanowiska głównodowodzącego. Waszyngton, urażony tymi zakulisowymi posunięciami, wyłożył całą sprawę w Kongresie. Jego poplecznicy poparli jego stanowisko i doprowadzili do zakończenia konfliktu.

## Valley Forge i Monmouth
W grudniu 1777 roku armia Waszyngtona zimowała w Valley Forge, około 32 km od Filadelfii. W ciągu zimy 2,5 tysiąca żołnierzy zmarło z powodu chorób i wychłodzenia. Jednakże opuszczając leża, piechurzy byli w dobrym usposobieniu, po części dzięki programowi szkoleniowemu prowadzonemu przez barona von Steubena.

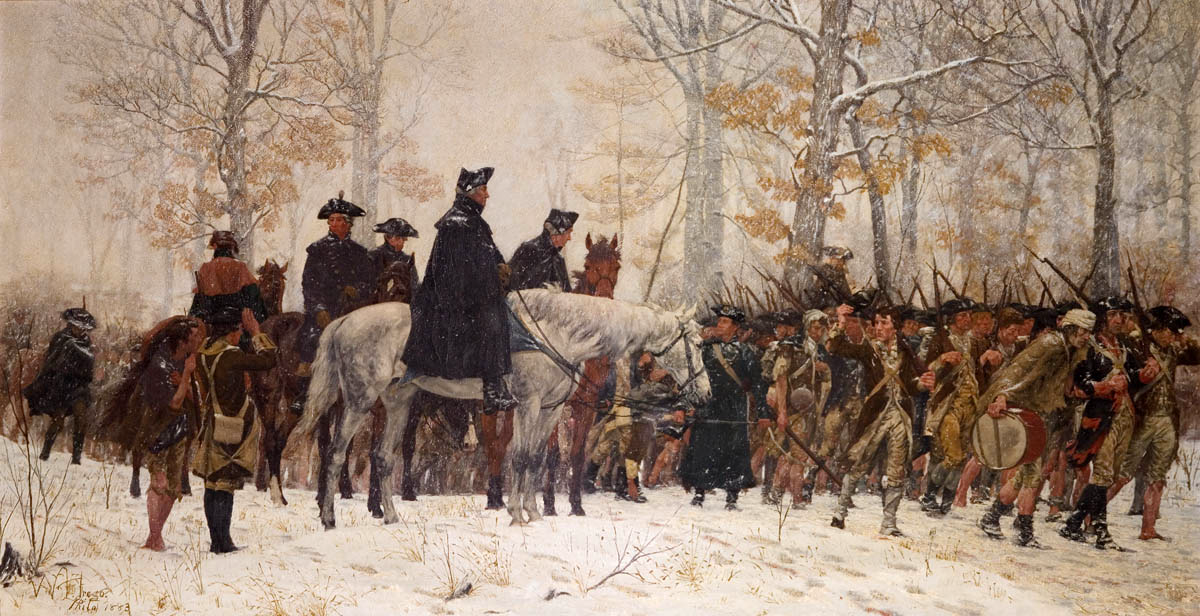
Marsz do Valley Forge, 19 grudnia 1777, pędzla Williama B. T. Trego, 1883

W międzyczasie doszło do zamieszania w brytyjskim sztabie. Generał Howe zrezygnował z dowództwa, a zastąpił go generał porucznik Henry Clinton. Wielka Brytania była również zmuszona do zmiany strategii z uwagi na Francję, która dołączyła do wojny po stronie zbuntowanych kolonii; Clinton otrzymał rozkaz opuszczenia Filadelfii i obrony Nowego Jorku, narażonego na francuski atak od strony morza. Londyn wysłał również komisję pokojową przewodzoną przez lorda Carlisle’a – w lipcu 1777 roku przedstawił on warunki pokojowe, które Kongres odrzucił. W czasie, gdy brytyjskie siły się wycofywały, Waszyngton wysłał markiza de la Fayette ze zwiadem – spod Barren Hill ledwie udało mu się ujść przed zasadzką.
Clinton przetransportował drogą morską większość lojalistów oraz ciężkiego sprzętu do Nowego Jorku i opuścił Filadelfię 18 czerwca. Armia Waszyngtona podążała za nim, próbując wydać bitwę, do czego ostatecznie doszło 28 czerwca pod Monmouth. Podwładny naczelnego wodza, generał Charles Lee prowadząc atak, wydał kontrowersyjny rozkaz odwrotu, co pozwoliło Clintonowi przegrupować swoje siły. Na początku lipca brytyjski głównodowodzący był w Nowym Jorku, a Armia Kontynentalna obozowała w White Plains – obie armie znalazły się w identycznych pozycjach jak dwa lata wcześniej.

## Następstwa
Na krótko po przybyciu Brytyjczyków do Nowego Jorku, w pobliskiej zatoce pojawiła się francuska flota. Francuzi i „patrioci” postanowili zaatakować brytyjski garnizon w Newport – jego oblężenie okazało się porażką.
Londyn rozkazał Clintonowi przeniesienie części wojsk do Indii Zachodnich oraz rozpoczęcie napadów morskich na odcinku wybrzeża od Chesapeake do Massachusetts. Sytuacja obu stron w pobliżu Nowego Jorku była patowa – od czasu do czasu dochodziło do niewielkich starć – pod Stony Point w 1779 i Connecticut Farms w 1780 roku. Choć Clinton rozważał ponowne zaatakowanie Filadelfii, nigdy jednak nie doszło do wdrożenia tych zamiarów w życie.
Wielka Brytnia rozpoczęła prowadzoną z Quebecu wojnę na pograniczu – do tego celu posłużyła się lojalistami i indiańskimi sprzymierzeńcami. Od 1778 roku brytyjskie i francuskie siły walczyły ze sobą na Karaibach i w Indiach; w 1779 roku po dołączeniu do wojny Hiszpanii, konflikt nabrał aspektów globalnych.
W 1780 roku Brytyjczycy rozpoczęli działania na południu; zdobycie Charlstonu miało przywrócić władzę na koloniami, jednakże całe przedsięwzięcie zakończyło się klęską pod Yorktown.